# Die Stem van Suid-Afrika
Die Stem van Suid-Afrika, ook bekend als Die Stem, is het voormalige volkslied van de Unie van Zuid-Afrika en later de Republiek Zuid-Afrika en een van de twee liederen waaruit het huidige volkslied van Zuid-Afrika is samengesteld.

## Geschiedenis
De tekst is in mei 1918 geschreven, in het Afrikaans, door dichter Cornelis Jacobus Langenhoven. De muziek is in 1921 gecomponeerd door ds. Marthinus Lourens de Villiers. 
Het werd voor het eerst officieel gezongen op 31 mei 1928 in Kaapstad bij het hijsen van de nationale vlag, maar het werd pas ingesteld als officieel volkslied (naast het God Save the King) van Zuid-Afrika in 1938. In 1957 werd De Stem het enige volkslied van Zuid-Afrika.
De Engelse vertaling dateert van 1952. Sinds 1997 zijn de eerste vier regels van het eerste couplet en vier bewerkte Engelstalige regels, samen met twee coupletten van Nkosi sikelel' iAfrika, het officiële volkslied van Zuid-Afrika.